# Никутьев, Ийво
Ийво Никутьев (карел. Iivo Nikutjev; настоящее имя Иван Иванович Никутьев (карел. Ivan Nikutjev); 3 сентября 1904 — 20 октября 1939) — карельский писатель.

## Биография
Родился в крестьянской семье. Окончил сельскую школу и рабоче-крестьянское училище.
В 1922 году Никутьев вошёл в литературный кружок под руководством Арви Пакаринена в Ухте. Литературное увлечение продолжил, обучась в Коммунистическом университете национальных меньшинств Запада имени Мархлевского, а затем работая секретарем Ухтинского парткома ВКП(б). В 1934 году повесть Никутьева «Марфа» получила первую премию на конкурсе карельских писателей, организованном Издательством «Кирья», и в следующем году вышла отдельной книгой.
С 1935 года Никутьев работал в Петрозаводске переводчиком в журнале «Punainen Karjala».
Был арестован 26 апреля 1939 года военным трибуналом Ленинградского военного округа, приговорен к смертной казни за шпионаж в пользу Финляндии и расстрелян 20 октября 1939 года. В марте 1959 году приговор был отменён.

## Сочинения
- Marfa. Petroskoi: Kirja, 1935. — 73 s.